# فرتيما
فرتيما أو الشركة المغربية للأسمدة (بالفرنسية: Société Marocaine des Fertilisants) وتختصر بـ (Fertima)، هي شركة مغربية أُنشئت عام 1972، حيث تتخصص في إنتاج وتسويق الأسمدة للاستخدام الزراعي خاصة وأنها تملك أكثر من 6 مصانع، و3 مراكز للتوزيع، و7 مستودعات والعديد من الوكالات والموزعين. تبيع الشركة مجموعة متنوعة من المنتجات، وبالتالي تغطي جزء كبير من احتياجات الأسمدة في السوق المحلية بالمغرب.

## التاريخ
دخلت شركة فرتيما البورصة بتاريخ 29 تشرين الأول/أكتوبر 1996.
تم اقتناء الشركة بواسطة شركة شرف القابضة في عام 2008 وذلك بسبب تراكم ديونها، وقد واجهت فرتيما المزيد من الصعوبات خاصة العجز الذي لحق بميزانيتها في عام 2010.
للخروج من هذه الضائقة المالية، قام أمين قنديل الرئيس التنفيذي للشركة بخطة ثابتة 2012-2015 من أجل إستراتيجية النهوض بالشركة، وقد تضمنت الخطة خفض التكاليف، بالإضافة إلى تصميم وتطوير المنتجات ذات القيمة المضافة العالية.
في عام 2012 حققت الشركة مبيعات النصف الأول من العام إلى 236 مليون درهم مغربي.

## المساهمات
| المساهم              | نسبة المساهمة |
| -------------------- | ------------- |
| شركة شرف القابضة     | 88,68         |
| شركة أسماء للاستثمار | 7,31          |
| بورصة الدار البيضاء  | 4,01          |

## وصلات خارجية
- الموقع الرسمي للشركة نسخة محفوظة 8 ديسمبر 2009 على موقع واي باك مشين.
- أرباح فرتيما عام 2001 نسخة محفوظة 25 مايو 2003 على موقع واي باك مشين. (ملف بي دي إف)